# システロニア
システロニア（学名:Sisteronia）は、下部白亜系アルビアン階のイングランド南部およびフランス南部から発見されている、オフタルモサウルス科プラティプテリギウス亜科に属する魚竜の絶滅した属。Sisteronia seeleyi ただ1種のみからなる。

## 発見

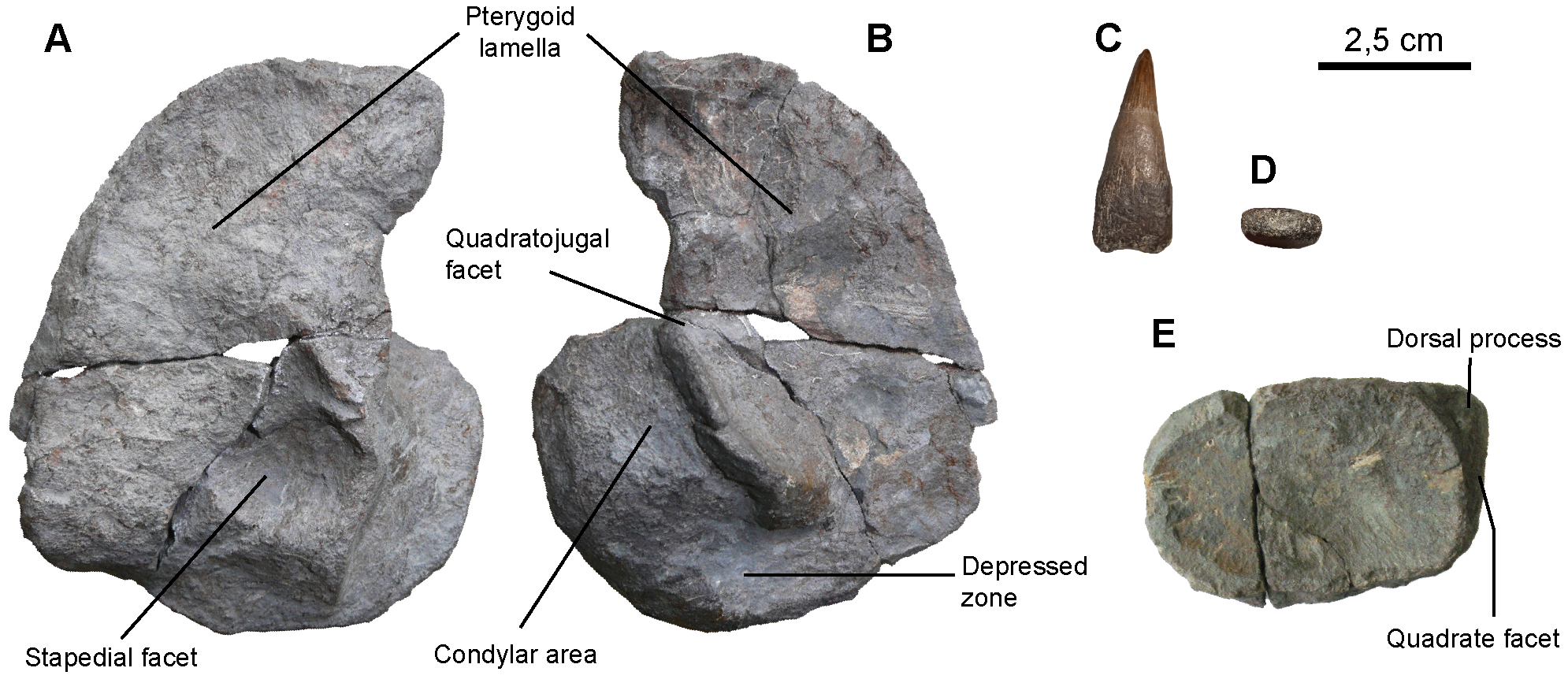
方形骨、歯、関節の骨

システロニアは Valentin Fischer、Nathalie Bardet、Myette Guiomar、Pascal Godefroit により2014年に命名され、模式種は S. seeleyi である。属名はフランス南部アルプ＝ド＝オート＝プロヴァンス県のコミューンであるシストロンを称えたものであり、繋がった部分的な骨格および最低でも3つ以上の繋がった標本を含め、ここではシステロニアとみなすことのできる比較的完全な標本が発見されている。種小名は、ケンブリッジ・グリーンサンド部層に由来する数千の魚竜の断片標本の目録を作成した、有名なイギリスの古生物学者ハリー・セーレイを称えたものである。セジウィック地球科学博物館(CAMSM)やベルギー王立自然史博物館(IRSNB)、ハンテリアン博物館(GLAHM)、ニューウォーク博物館(LEICT)、ロンドン自然史博物館(NHMUK)のコレクションに収蔵されており、1869年にセーレイが発表して以降、模式標本を含めた大半の標本は完全には査定されていない。
Fischer らは2014年の論文で CAMSM B58257_67 を模式標本とした。これはケンブリッジ・グリーンサンド部層の中で最も完全な標本の１つで、頭蓋底や肩甲骨、上腕骨および5個の椎体からなる不完全ながらも繋がった骨格である。

## 解剖学的特徴
システロニアは他の既知のオフタルモサウルス科の魚竜と区別される3つの独特な特徴を持つ。
- システロニアの基後頭骨は大後頭孔の底で隆起している。
- プラティプテリギウス・アウストラリスの幼体の標本のみに観察されたのと同様に、システロニアは後耳骨に後頭骨傍の構造が存在せず、プラティプテリギウス・アウストラリスの成体はシステロニアの成体の標本とは異なりこの状態を持たない。
- シストロニアの歯の断面は長方形であり、歯冠と歯根は小さく、唇舌方向の長さは体軸方向の約半分に等しい。摩耗しておらず繊細で小さな歯から、システロニアは小魚や頭足類といった柔らかく小さな獲物を捕食していたことが示唆されている。

特徴を組み合わせることで、他のプラティプテリギウス亜科とシステロニアを識別することも可能である。
- アエギロサウルスやスヴェルトネクテスと異なり、上顎骨の前方が前へ伸びて鼻骨に達している。
- 一方でスヴェルトネクテスと同様に基後頭骨に後耳骨の顕著な小関節面が存在し、アカンプトネクテスや成体のプラティプテリギウス・アウストラリスで観察されるように後耳骨上に骨迷路の痕跡が存在する。
- プラティプテリギウス・アウストラリスやプラティプテリギウス・ヘルキニクスおよびバプタノドンと同様に上後頭骨はU字型で、体軸方向に圧縮された方形骨の関節丘もまたオフタルモサウルスと共通する。
- 各種プラティプテリギウスなどに観察されるのと同様に、上腕骨には後方に付属する骨に対する小関節面が存在する。

システロニアはプラティプテリギウス亜科の共有派生形質を持つ一方でオフタルモサウルス亜科の共有派生形質を持たなかったため、Fischer らは2013年にシステロニアをプラティプテリギウス亜科に割り当てた。

## 系統発生
Fischer による2013年の論文において行われた大規模な系統解析により、システロニアはプラティプテリギウス亜科に属することが判明した。この解析の別型が公式に発表されているものの、システロニアの研究主に私的なコレクションに保管された未記載の標本に基づいているため、別型のクラドグラムの発表は保留とされている。